# Манташян, Адольф Айрапетович
Адольф Айрапетович Манташян (арм. Ադոլֆ Հայրապետի Մանթաշյան; 16 марта 1932, Ереван — 9 апреля 2021) — советский и армянский химик, доктор химических наук (1974), профессор (1976), академик НАН (1994 , член-корреспондент 1990). Заслуженный деятель науки Республики Армения (2003).

## Биография
Родился в 1932 году в Ереване.
В 1956 году окончил Ереванский политехнический институт имени Карла Маркса.
С 1962 года работал в Институте химической физики Национальной академии наук АССР, как ученый, в 1975—1977 годах был заместителем директора по науке и в 1977 году стал заведующим лабораторией окисления углеводородов.
С 1987 по 2006 год директор Института химической физики им. А. Б. Налбандяна НАН РА.
С 2006 года советник директора Института химической физики им. А. Б. Налбандяна НАН РА, член Президиума НАН РА (2000—2003 годы и 2006—2008 годы), академик-секретарь Отделения химии и наук о Земле НАН РА (2008—2011 годы).
Научные работы посвящены механизмам цепных реакций, в частности окислению углеводородов, фотохимическим и лазерно-химическим движениям.
Разработал (совместно с Арамом Налбандяном) кинетический метод замораживания радикалов. Открыл основные активные центры в процессах газофазного окисления углеводородов — алкоксирадикалы пероксида щелочного металла. Его исследования окисления углеводородов холодного пламени могут быть использованы для разработки теории вырожденных цепных реакций.
Он предложил новый механизм окисления углеводородов, согласно которому главную роль играют нелинейные реакции; основные продукты окисления происходят от алкоксирадикалов. Он предложил новое направление исследований — превращение твердофазных неорганических материалов с помощью цепных газофазных реакций, которое возможно при переработке минерального сырья.
Является академиком Нью-Йоркской Академии (1995), академиком Международной Инженерной Академии (1996).